# Associação Atlética Napoli
A Associação Atlética Napoli é um clube de futebol brasileiro com sede na cidade de Caçador, no estado de Santa Catarina. Logo quando surgiu, durante a década de 1980, disputou campeonatos municipais, tendo sido oficialmente fundada em 7 de maio de 1996.
Em 2008, a equipe de futsal do Napoli participou do campeonato estadual da modalidade, competição que disputou até 2011, quando se dissolveu por razões financeiras.
No ano de 2017, as atividades do clube foram retomadas com a criação da equipe de futebol feminino, que surgiu para que fosse possível organizar o Campeonato Catarinense, pois na ocasião, a entidade estava com dificuldades de reunir quatro clubes para disputar o campeonato. O Napoli então se desenvolveu como um braço do Kindermann e foi vice-campeão estadual em 2017 e 2019.
Em 2020, o Napoli consagrou-se campeão da Série A2 do Campeonato Brasileiro ao vencer a decisão contra o Botafogo pelo placar agregado de 4–2. No ano seguinte, estreou na Série A1 com uma derrota para o Corinthians. O clube, inclusive, não teve um bom rendimento e acabou sendo rebaixado. No mesmo ano, a família Kindermann, que gerenciava o Napoli, anunciou o fim das atividades com o futebol feminino.

## Títulos
- Campeonato Brasileiro - Série A2: 2020[15]